# Комша (Псковська область)
Комша (рос. Комша) — присілок в Великолуцькому районі Псковської області Російської Федерації.
Населення становить 92 особи. Входить до складу муніципального утворення Пореченська волость.

## Історія
Від 2014 року входить до складу муніципального утворення Пореченська волость.

## Населення
| 2001 | 2002 | 2010 |
| ---- | ---- | ---- |
| 90   | ↗107 | ↘92  |